# 野沟门水库
野沟门水库是中国河北省邢台市邢台县境内的一座水库，位于子牙河系南澧河上，建于1976年。水库正常库容为2810万立方米，集雨面积为518平方千米，海拔为398米。